# Arte asirio

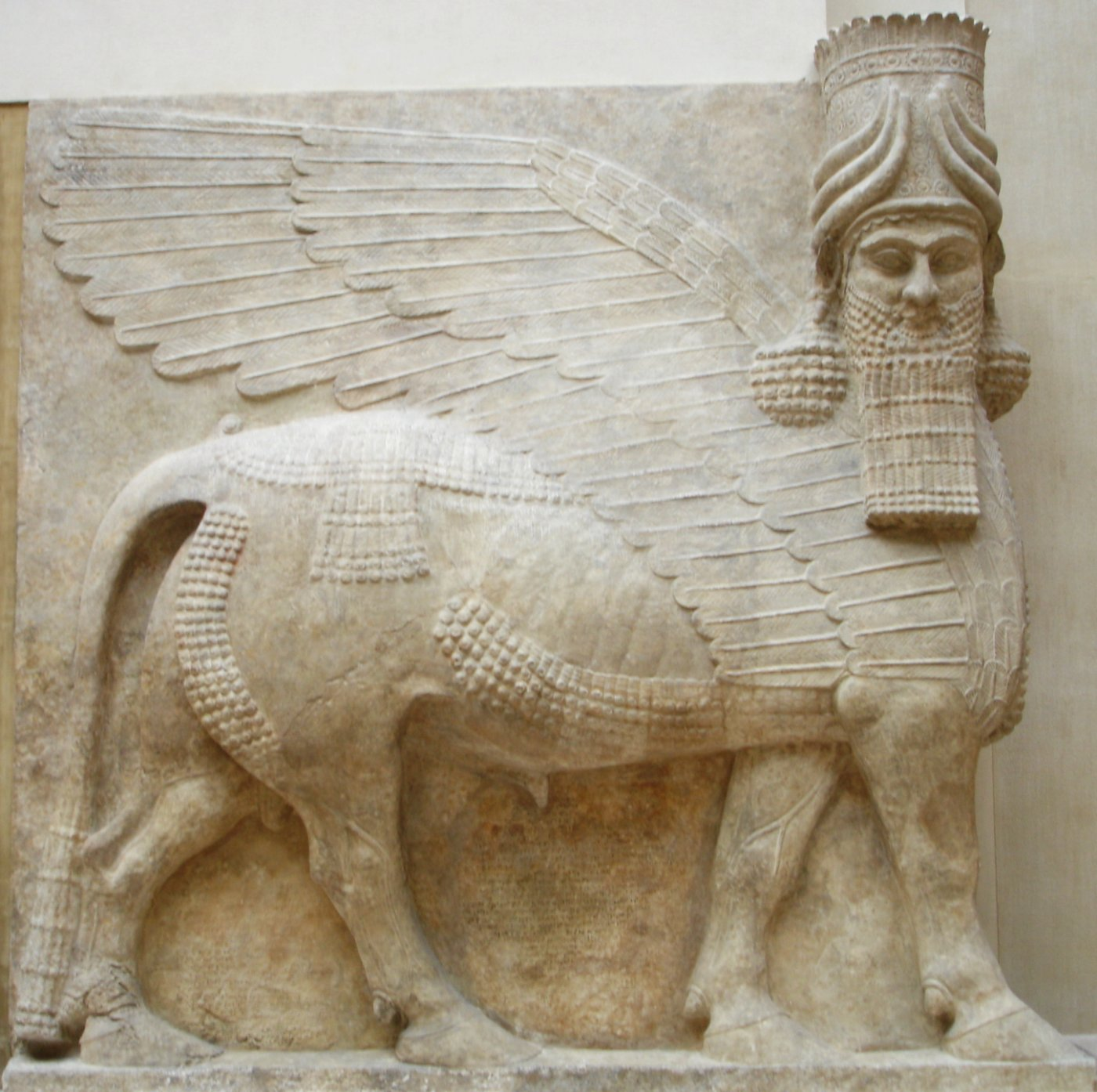
Toro alado de Khorsabad.

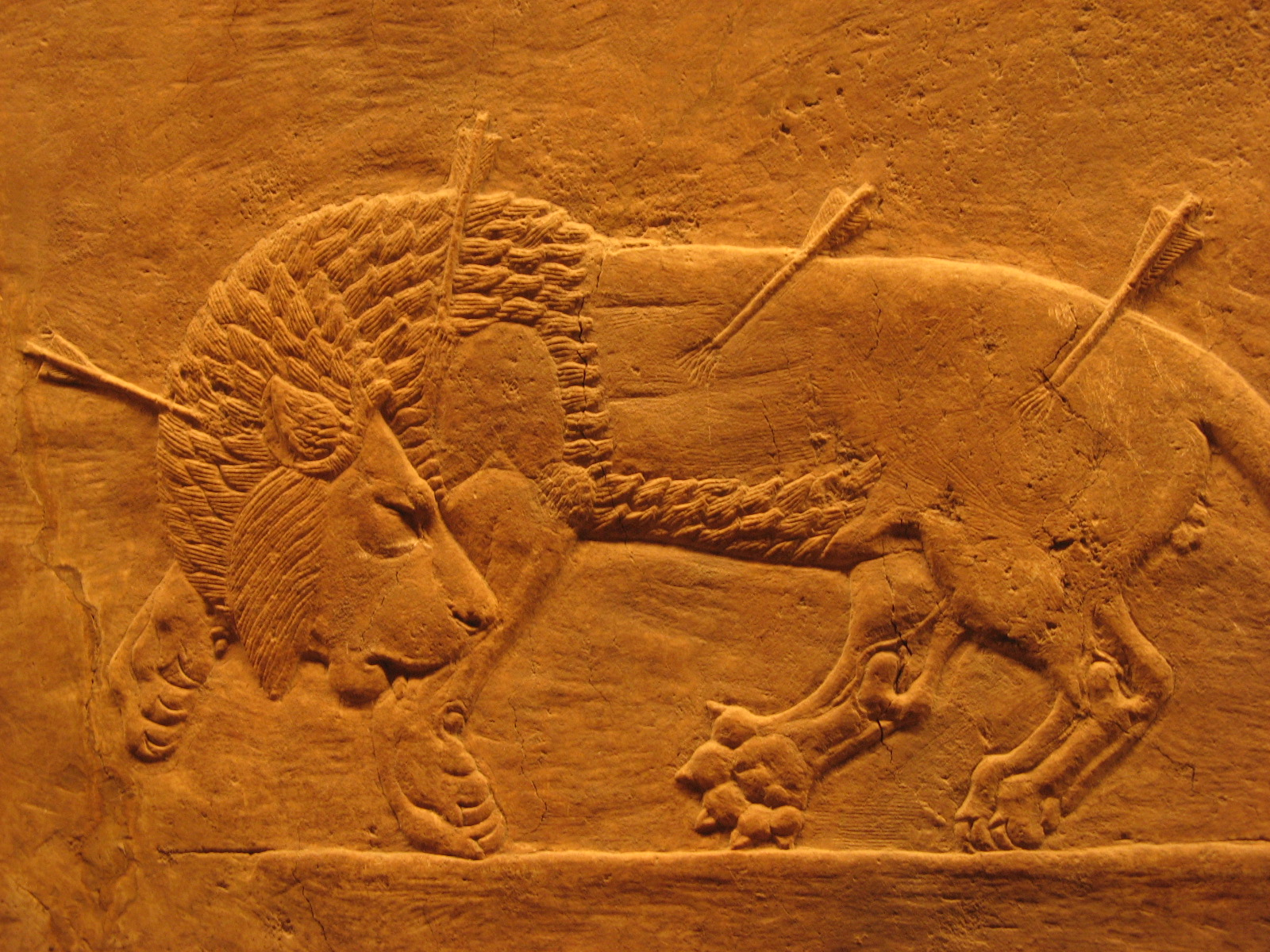
León herido, relieve del palacio de Nínive.

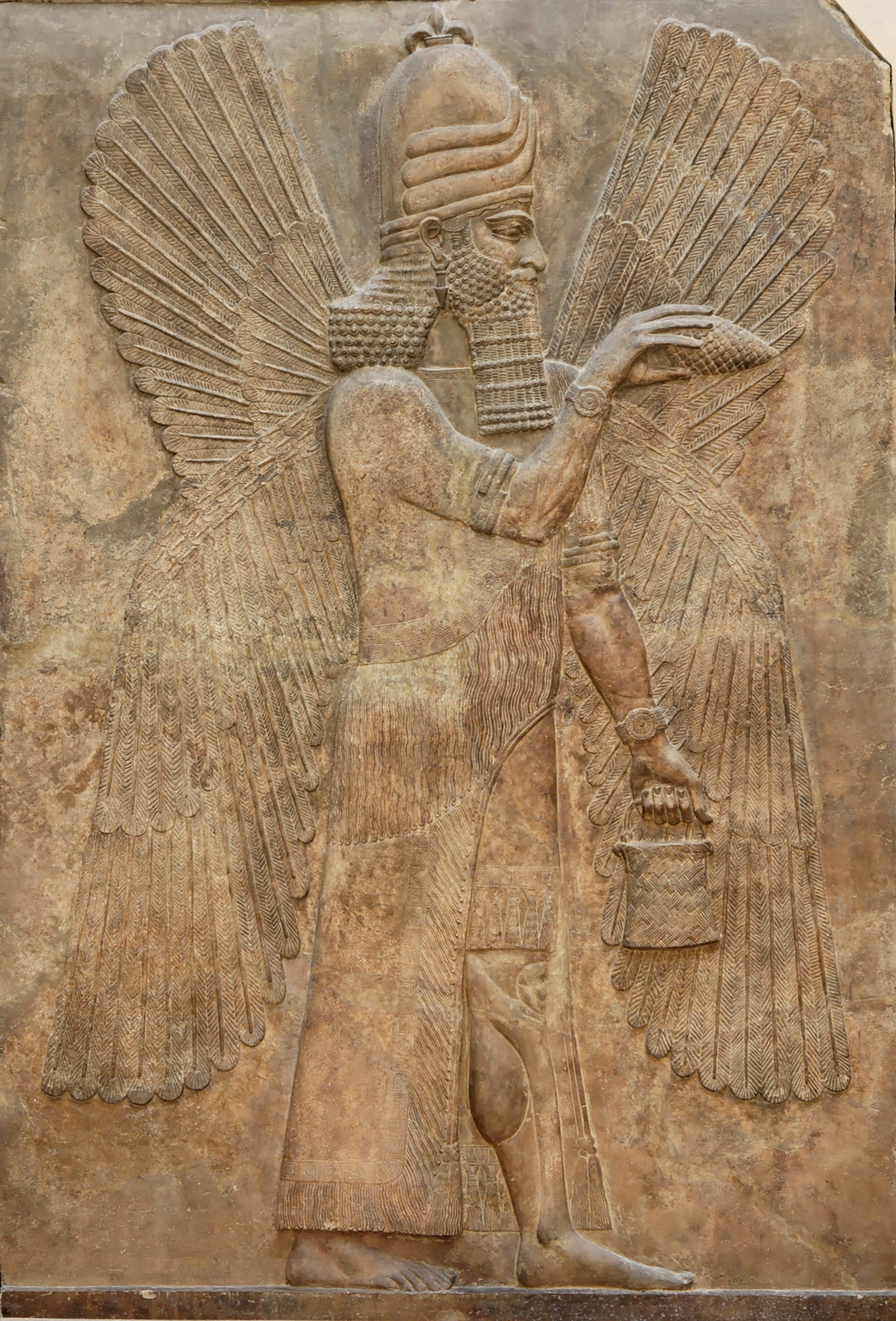
Genio alado, palacio de Dur-Sharrukin, Khorsabad.

El arte asirio (escultura, arquitectura, pintura y cerámica) quedó originalmente definido por las excavaciones y posteriores estudios hechos en Nínive (actual Mossul), y en otras ciudades de la civilización asiria. Dentro del conjunto del arte mesopotámico se pueden diferenciar dos etapas principales: Una caldea, más meridional y continuada luego con Babilonia; y otra Asiria (localizada al norte de Mesopotamia).

## Origen y características

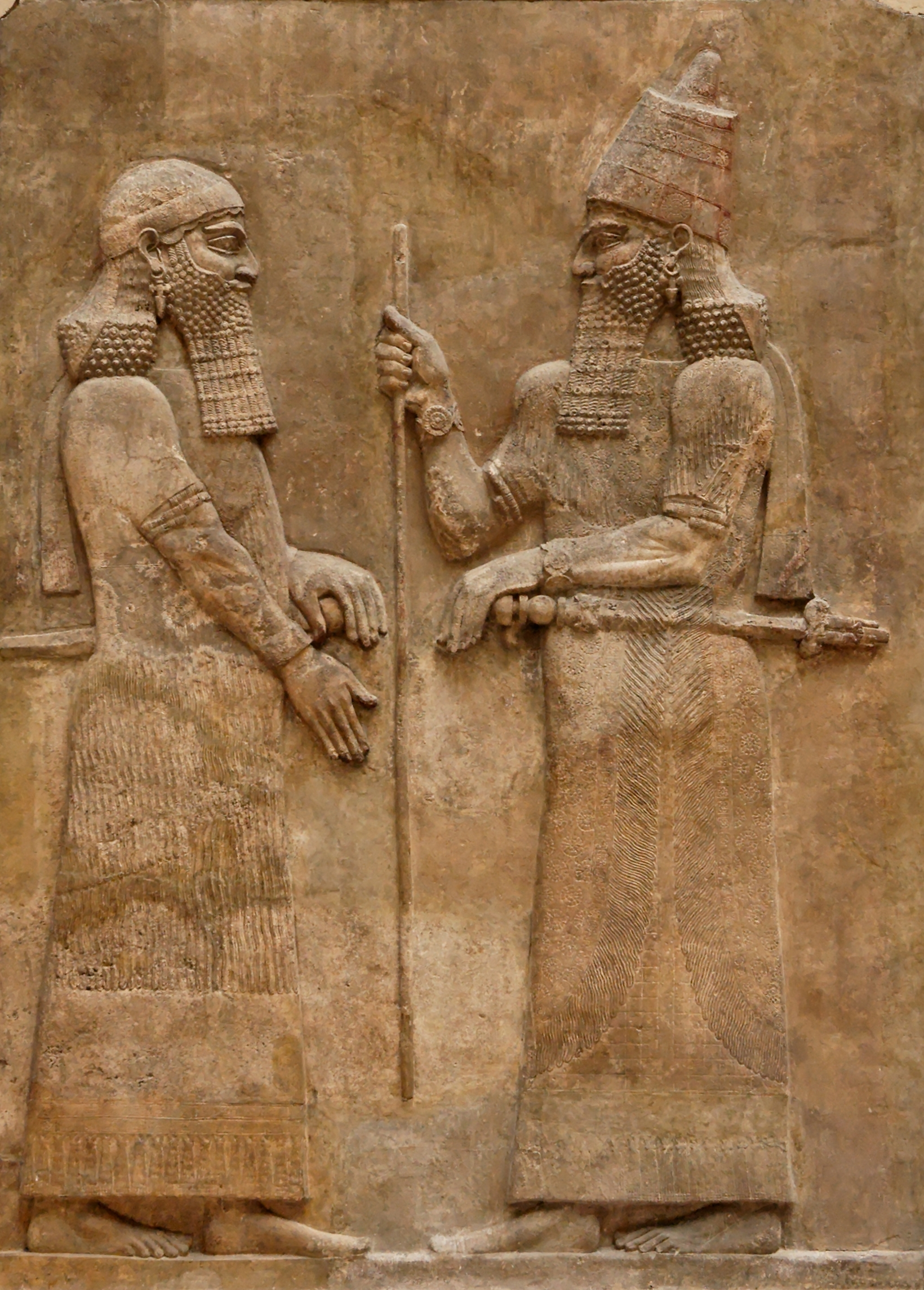
Bajo relieve en muro de palacio de Sargon II en Asiria (ahora Khorsabad, Iraq), 716–713 AC.

El origen del arte asirio se atribuye a los antiguos sumerios, pueblo que se supone de origen camita y que pobló estas tierras hacia el año 4000 a. C. El estilo de estas personas fue asimilado después (desde el año 3000 al 1500 a. C.) por el pueblo semita de los acadios que también llegó a habitar esta región y se fundió con los habitantes anteriores y fue asimilado igualmente por los babilonios. Entre los siglos XI y VII a. C. el estilo sumerio adquiere pleno desarrollo con la civilización asiria y la neobabilónica. El periodo más característico es el llamado neoasirio o asirio tardío, desde el año 1000 al 612 a. C., en el que se construyen los grandes palacios de Assurnasirpal II, Sargón II, su hijo Senaqerib y Esarhaddon (el conquistador de Egipto).

### Decoración y materiales
Son determinantes los materiales de construcción, en función del medio geológico: piedra y barro configuran una arquitectura basada en el adobe y ladrillo. El adobe se utilizaba para las terrazas y muros gruesos externos. Las paredes hechas de adobe o de ladrillo se recubren con cerámica de colores (barro cocido y vidriado) o con estuco blanco sobre el que iban las pinturas al fresco. Los dibujos representaban plantas, animales fantásticos o figuras geométricas. Utilizaban también el alabastro, que es una piedra blanda que abundaba cerca del río Tigris, en la parte alta. Con este material fácil de tallar se realizaban grandes placas decoradas con relieves que cubren los edificios más nobles. También se emplea el arco y la techumbre de bóveda. En el capítulo de la ingeniería destacan los incógnitos Jardines Colgantes de Babilonia.

### Escultura
Los asirios aprendieron el arte de la escultura y bajorrelieve del pueblo hitita. Se han encontrado pocas estatuas, debido a la mala calidad de los materiales. La piedra en Asiria es buena para cortar en lajas delgadas y para bajorrelieves pero mala para estatuas. Por eso lo más abundante son los bajorrelieves hechos de alabastro o caliza blanda.
Los escultores asirios supieron representar con una gran perfección los animales salvajes, realizando relieves de escenas de caza de gran realismo. Uno de los trabajos más apreciados en este campo es el que se conserva en el Museo Británico y que representa un león y una leona moribundos; forma parte de una escena de caza del palacio encontrado en Nínive y atribuido a Asurbanipal (año 668 a. C.). En ese mismo palacio se encontraron escenas de batallas, de prisioneros, de la vida cotidiana del ejército, etc.
El tema de los relieves es casi siempre profano. Además de las escenas de guerra abundan las de caza (el rey caza leones y otros animales salvajes). Las escenas que muestran la vida placentera de dentro del palacio se representan en las paredes interiores. En el palacio de Korshabad se encontraron más de 2000 metros de bajorrelieves con una calidad artística muy desigual debido a los diferentes artesanos que trabajaron en ellos en un tiempo límite. Por lo general el dibujo es torpe, como de niño pequeño. Los hombres son más altos que los caballos e incluso más que las fortalezas; los peces son del tamaño de un barco, los buitres son tan grandes como el cadáver que están devorando. La idea de perspectiva es también bastante incipiente. En general el artista agranda los personajes que le interesan y así el rey es más alto que nadie y los asirios son más grandes que sus enemigos. La cabeza está dispuesta de perfil en la mayoría de los casos, aunque la persona esté de frente. Las caras son inexpresivas. Al lado de estos relieves descritos pueden contemplarse otros salidos de las manos de verdaderos artistas que supieron plasmar a la perfección las barbas, el pelo rizado, los bordados de los mantos y las franjas de los vestidos del rey y sus servidores.
Las esculturas de bulto redondo también fueron verdaderas obras de arte. Algunas eran enormes y estaban colocadas en las puertas de los palacios, como guardianes del recinto. Eran figuras de seres mitológicos antropomórficos, esfinges aladas y con cabezas humanas, grifos y leones.
El carácter propiamente asirio se manifiesta en grandes figuras de adorno de edificios en series de relieves. La escultura monumental de las puertas de palacios la constituyen principalmente toros antropomorfos o leones de 4 o 5 metros de altura. Hasta 26 pares de ellos había en el famoso Palacio que Sargón construyó en Khorsabad. Los toros alados asirios tienen los músculos muy acusados. En la portada principal del palacio de Sargón figuraba entre dos toros alados una gigantesca estatua de Gilgamesh -el Hércules asirio- ahogando un león. Los numerosísimos relieves que decoran los palacios asirios, Nínive y Khorsabad, serían obras de muchos artistas. Además del vivo interés histórico-descriptivo que ofrecen por los temas, son admirables como obras de arte. El rey centra moralmente todos los asuntos, ya de hazañas guerreras, ya de fomento urbano, ya de caza. Estas marcan el punto álgido de la perfección del arte asirio. Las figuras de animales heridos que aparecen en tales relieves están representadas con una vida y un sentido del dolor insuperable.

### Monumentos
El monumento más importante en el arte asirio es el palacio, morada del rey. El rey es el personaje más importante del pueblo asirio, es el dominador y el caudillo, por tanto su casa debe ser construida con magnificencia.
Los palacios asirios estaban compuestos por tres grupos de dependencias: el palacio, propiamente dicho, con la residencia del rey, departamento de recepción, numerosas estancias y corredores (serrallo); las habitaciones reservadas a la familia (harem), y las dependencias de servicio alrededor del patio central (khan). En las salas de recepción, la parte baja de los muros se revestía de un zócalo de alabastro esculpido y posiblemente policromado, siendo tal vez lisa la porción más alta del muro. El ejemplar más completo de palacio que se ha descubierto es el de Korshabad. Será el modelo de los palacios romanos en la época en que el Imperio se orientaliza y será el modelo que tomarán los bizantinos y los árabes de la Edad Media.
El otro gran monumento es el templo. Eran edificios en forma de torre, los llamados zigurat, con mucha altura. Estaban ubicados en los recintos de los palacios, formando parte de ellos. Los patios tenían forma cuadrada, pero las salas cubiertas eran largas y angostas en exceso; los muros eran de enorme grosor, a propósito para el contrarresto de bóveda, sistema constructivo frecuentemente empleado por los asirios, en arcos de entrada, ya a los palacios, ya a los recintos de las ciudades. Y no solo usaron la bóveda de cañón seguida, sino también la cúpula, tanto semiesférica como de perfil más o menos parabólico, como lo atestigua el paisaje con mansiones representado en un relieve de Kuyunjik. Las puertas de entrada a los recintos asirios estaban construidas por arcos, semicirculares y aureolados muy decorativamente de manera bien a propósito al oficio ornamental de la cerámica vidriada. Las azoteas de las obras asirias estaban sostenidas por bóvedas de ladrillo. El templo-torre del palacio de Sargón II tenía 43 metros de lado y cada uno de los pisos medía 6 metros sobre la altura normal de 5 metros.
Emplearon también como decoración los escritos en letra cuneiforme. En las grandes superficies horizontales de los muros de los palacios se hallaban las placas donde se relataban las crónicas de batallas, victorias y cacerías. El tema del árbol de la vida aparece en los sellos cilíndricos y en algunas pinturas murales. Se han encontrado también decoraciones vegetales muy estilizadas.